# Anna Goos
Anna Goos (1627-1691) was de echtgenote van Balthasar II Moretus en beheerde na de dood van haar echtgenoot tijdelijk drukkerij Plantijn tot hun zoon Balthasar III Moretus het beheer van de drukkerij op zich nam. Anna Goos loodste de drukkerij Plantijn door een betalingscrisis en verzorgde de boekhouding van de drukkerij op deskundige wijze.

## Jeugdjaren
Anna werd op 20 september 1627 geboren als eerste dochter van Jacob Goos (1590 - 1666) en Claire Bosschaert (1605 - 1633). Ze werd op 30 september gedoopt in de Antwerpse Onze Lieve Vrouwe Kathedraal.
Haar ouders kregen nog drie dochters waarvan er maar twee volwassen werden. Wanneer Jacob na het overlijden van Claire in 1633 hertrouwde in 1636 met Susanne van der Goes (1623 - 1670) kreeg Anna nog twee halfbroers, Jacob Goos (1643 - 1627) en Pierre Goos (1645 - 1708).

## Huwelijk en kinderen
Enkele weken voor Anna achttien werd, in 1645, huwde ze Balthasar II Moretus. Beide families verkeerden in goede doen. Het was een gearrangeerd huwelijk waar voor de bespreking van de huwelijksovereenkomst bij de notaris vier familieleden van de bruidegom mee kwamen onderhandelen over de voorwaarden en vijf van de bruid.
Het grootse bruiloftsfeest met negentig genodigden duurde drie dagen, en ging door in het ouderlijke huis van Anna. Dat ouderlijke huis lag aan de achterkant van De Gulden Passer op de Vrijdagmarkt, het woon- en werkhuis van Balhasar II. Tijdens de feestelijkheden werden gedichten voorgedragen, onder meer een Grieks.
Niettegenstaande het een gearrangeerd huwelijk was, kreeg het koppel twaalf kinderen: Balthasar III Moretus (1646-1696), Joannes Jacobus (1647-1718), Anna Maria (1649-1655), Susanna Clara (1650-1706), Christophorus Maria (1651-1716), Ignatius (1654-1657), Maria Isabella (1655-1676), Franciscus (1656-1705), Gaspar (1658-1658), Melchior (1661-1693), nog een Anna Maria (1664-1742), en Maria Theresia (1667-1667). Vier ervan stierven erg jong. De acht overblijvende kinderen werden bijna allemaal geestelijken, met uitzondering van oudste zoon Balthasar III.
Wanneer Anna in 1659 zonder aanleiding erg verzwakte, volgde ze op aanraden van haar arts een kuur met Spa water. Ze werd helaas maar niet beter en reisde met haar man naar het Spa kuuroord in Luik om de behandeling verder te zetten. Na vier weken was ze beter. Helaas herviel ze nog geregeld wat haar echtgenoot deed stilstaan bij de vergankelijkheid van het leven. Hij begon met opstellen van instructies met betrekking tot de erfelijke opvolging van het bedrijf.

## Ziekte en overlijden van Balthasar II
Toen Balthasar II zelf ziek werd in 1661 liet hij preventief het privilege van de Officina Plantinina op naam van zijn echtgenote en hun (toen nog) minderjarige zonen zetten. Zijn instructies, en later hun testament van november 1672 waarin het volledig eigendomsrecht werd toegewezen aan de langstlevende echtgenoot, gaven Anna volledige zeggenschap over het bedrijf toen Bathasar II overleed in maart 1674. Als enige eigenaar nam Anna alle belangrijke zakelijke beslissingen. Oudste zoon Balthasar III Moretus nam de dagelijkse activiteiten van het bedrijf voor zijn rekening.

## Erfopvolging
Revolutionair was haar aanpak om de historische stockvoorraad van wetenschappelijke boeken te verkopen. Balthasar II had in zijn instructies voorgesteld om een grote liquidatieveiling voor boekverkopers te houden om ze snel aan geld te komen, maar Anna besloot om de boeken in bulk aan een paar boekverkopers aan te bieden.
Twee jaar na het overlijden van zijn vader Balthasar II, nam zoon Balthasar III Moretus stappen om zijn moeder op te volgen als eigenaar van de Officina Plantiniana. Anna wilde haar functie niet meteen opgeven en gaf pas in 1677 toe. Maar de onrustwekkende situatie van een nakende oorlog in de Habsburgse Nederlanden maakte dat Balthasar III de tijd niet rijp vond voor een overname.
Hij sprong wel in toen het bedrijf kampte met de wanbetaling van hun grootste klant, de hiëronomyten, die hun liturgische boeken verdeelde in Spanje en in de Latijns Amerikaanse kolonies. Balthasar III reisde naar Madrid om de betalingscrisis op te lossen. Anna ging akkoord met een afbetalingsplan.

Anna Goos overleed op 30 september 1691
- Catàleg d'autoritats de noms i títols de Catalunya: 981058511148606706
- Digitale Bibliotheek voor de Nederlandse Letteren: goos047
- International Standard Name Identifier: 0000 0000 5308 6398
- Library of Congress Control Number: nr2002036884
- Virtual International Authority File: 39315425
- WorldCat: E39PBJkMHP8wCRpVYFPKWyTGpP